# WEG T35
Der WEG T35 war ein dreiachsiger Schienenbus, der auf der Bahnstrecke Amstetten–Laichingen im Einsatz war. Er wurde 1954 von der Werkstätte der Württembergische Eisenbahn-Gesellschaft (WEG) gebaut und sollte den Betrieb auf der Strecke rationalisieren. Das Fahrzeug war etwa 15 Jahre im Einsatz und wurde nach einem Unfall ausgemustert und verschrottet.

## Geschichte
Ursprünglich wurde das Fahrzeug 1936 von Büssing als dreiachsiger Omnibus des Typs Trambus 900T gebaut und bei der Hannoverschen ÜSTRA unter der Nummer 54 auf Strecke nach Misburg eingesetzt. Das Fahrzeug wurde 1943 bei einem Bombenangriff schwer beschädigt und nach dem Zweiten Weltkrieg als Lastkraftwagen wieder aufgebaut. 1953 hätte es einer nochmaligen Aufarbeitung bedurft, die die ÜSTRA nicht mehr durchführte und das Fahrzeug an die Württembergische Eisenbahn-Gesellschaft verkaufte.
In der Werkstätte der WEG in Neuffen wurde das Fahrzeug daraufhin als Schienenbus wieder aufgebaut. Die Lenkung des Straßenbusses wurde festgesetzt und die Straßenräder gegen Eisenbahnräder getauscht. Die Maschinenanlage wurde beibehalten, sodass der Bus nur in einer Richtung verkehren konnte Mit dem Rückwärtsgang konnten lediglich Rangierfahrten durchgeführt werden. Für den Betrieb mit dem Schienenbus wurden an beiden Endpunkten der Bahn in  
Amstetten und Laichingen je eine einfache Drehscheibe gebaut. Für den Rollbockbetrieb eignete er sich auf Grund der geringen Motorleistung nicht, der Triebwagen konnte lediglich einen Beiwagen schleppen. 
Der Triebwagen fuhr etwa elf Jahre auf seiner Stammstrecke, dann wurde er nach einem Zusammenstoß an einem Bahnübergang abgestellt und um 1971/1972 in Laichingen verschrottet.

## Konstruktive Merkmale
Die Grundkonfiguration des Straßenbusses wurde beim Umbau, bis auf die feststehenden Eisenbahnräder im Fahrgestell, beibehalten. Die Karosserie wurde von der Firma Auwärter für die Bedürfnisse des Eisenbahnbetriebes neu gestaltet. Anstatt der beiden Einstiege rechts vorne und rechts hinten erhielt der Schienenbus einen, pneumatisch bedienbaren, mittleren Einstieg auf jeder Fahrzeugseite.
Es wurde ein neuerer Dieselmotor des Typs Büssing U 10 eingebaut, die Getriebeausrüstung mit der Handschaltung blieb gleich. Für den Beiwagenbetrieb erfolgte die Ausstattung mit einer Balancierhebelkupplung nach den Vorschriften der WEG sowie einer indirekten Bremse.